# Construtivismo russo
O construtivismo russo foi um movimento estético-político iniciado na Rússia a partir de 1913, como parte do contexto dos movimentos de vanguarda no país, de forte influência na arquitetura e na arte ocidental. Ele negava uma "arte pura" e procurava abolir a ideia de que a arte é um elemento especial da criação humana, separada do mundo cotidiano. A arte, inspirada pelas novas conquistas do revolucionário Estado Operário, deveria se inspirar nas novas perspectivas abertas pelas técnicas e materiais modernos servindo a objetivos sociais e à construção de um mundo socialista. O termo arte construtivista foi introduzido pela primeira vez por Malevich para descrever o trabalho de Rodchenko em 1917.
O construtivismo como movimento ativo durou até 1934, tanto na União Soviética como na República de Weimar, as suas proposições inovadoras influenciam fortemente toda a arte moderna. A partir do Congresso dos Escritores de 1934 a única forma de arte admitida na URSS seria o Realismo socialista e todas as outras tendências artísticas durante o Stalinismo seriam consideradas formalistas.
Caracterizou-se, de forma bastante genérica, pela utilização constante de elementos geométricos, cores primárias, fotomontagem e a tipografia sem serifa. O construtivismo teve influência profunda na arte moderna e no design moderno e está inserido no contexto das vanguardas estéticas europeias do início do século XX. (São considerados manifestações influenciadas pelo construtivismo o De Stijl, a Bauhaus, o suprematismo, assim como grande parte da vanguarda russa).
Do ponto de vista das artes plásticas, usando uma acepção mais ampla da palavra, toda a arte abstrata geométrica do período (décadas de 1920, 30 e 40) pode ser grosseiramente chamada de construtivista (o que inclui as experiências artísticas na Bauhaus, o neoplasticismo e outros movimentos similares). No teatro, um de seus principais nomes foi o diretor teatral Meierhold, no cinema o grande nome foi Eisenstein, com suas teorias sobre a montagem cinematográfica. Um grande poeta, considerado construtivista, foi o russo Nicolai Asseiev, tendo Vladimir Maiakovski sofrido grande influência desta tendência.

## Questão social, política e contexto histórico
(Rússia, primeiros trinta anos do século XX)
“Uma arte construtiva que não decora, mas organiza a vida” – El Lissitzky, 1922
Até o surgimento do construtivismo, nenhum movimento na evolução da arte moderna tinha sido uma expressão tão inserida numa realidade revolucionária concreta, ou tinha colocado tão explicitamente a função social (e sua capacidade de doutrinação) da arte como uma questão política. O construtivismo foi uma expressão artística com forte influência do marxismo e estava intimamente ligado ao processo revolucionário iniciado na URSS e na Alemanha.
O construtivismo tinha a convicção de que o artista podia contribuir para suprir as necessidades físicas e intelectuais da sociedade como um todo, relacionando-se diretamente com a produção de máquinas, com a engenharia arquitetônica e com os meios gráficos e fotográficos de comunicação. A arte torna-se instrumento de transformação social, participa da reconstrução do modo de vida e da “revolucionarização”, ou seja, da doutrinação ideológica da consciência do povo, deseja satisfazer as necessidades materiais e organizar e sistematizar os sentimentos do proletariado revolucionário — seu objetivo: não a arte política, mas a socialização da arte. Este ponto de vista iria estimular determinadas correntes da arte brasileira a partir da década de 1930 em artistas como Patrícia Galvão e Oswald de Andrade e o crítico Mário Pedrosa.
A partir de 1915, o suprematismo de Malevitch e o construtivismo de Tatlin (1885-1953) são as duas grandes correntes da arte russa; ambas se inserem no vasto movimento da vanguarda ideológica e revolucionária, liderada por Maiakovski e oficialmente sustentada pelo comissário para a instrução da ditadura de Lênin, Lunacharsky.
O “Manifesto Realista”, escrito por Naum Gabo e assinado por seu irmão Antoine Pevsner, definia claramente os limites e possibilidades da arte — não figurativa e contrariava as ideias metafísicas de Malevitch. Considerado o primeiro manifesto construtivista, o “Manifesto Realista” foi afixado nos muros de Moscou durante o primeiro levante de revolução política em meio à guerra civil e teve, portanto, grande repercussão. A partir dele, muitos manifestos de correntes antagonistas, distintas, porém, que buscavam também essa questão social, foram anunciados.
Com o surgimento do NEP em 1921, a Nova Política Econômica de Lênin, a utilidade do construtivismo passou a ser seriamente questionada. E em seguida, com sua morte e a queda de Lunacharsky, a nova burocracia stalinista reduziu a arte a um instrumento de propaganda política e de divulgação cultural, para manter a doutrinação ideológica, chamado Realismo Socialista. A vanguarda foi desautorizada e reprimida; os padrões acadêmicos de determinado realismo do século XIX, revalorizados.

## Estética e conceitos

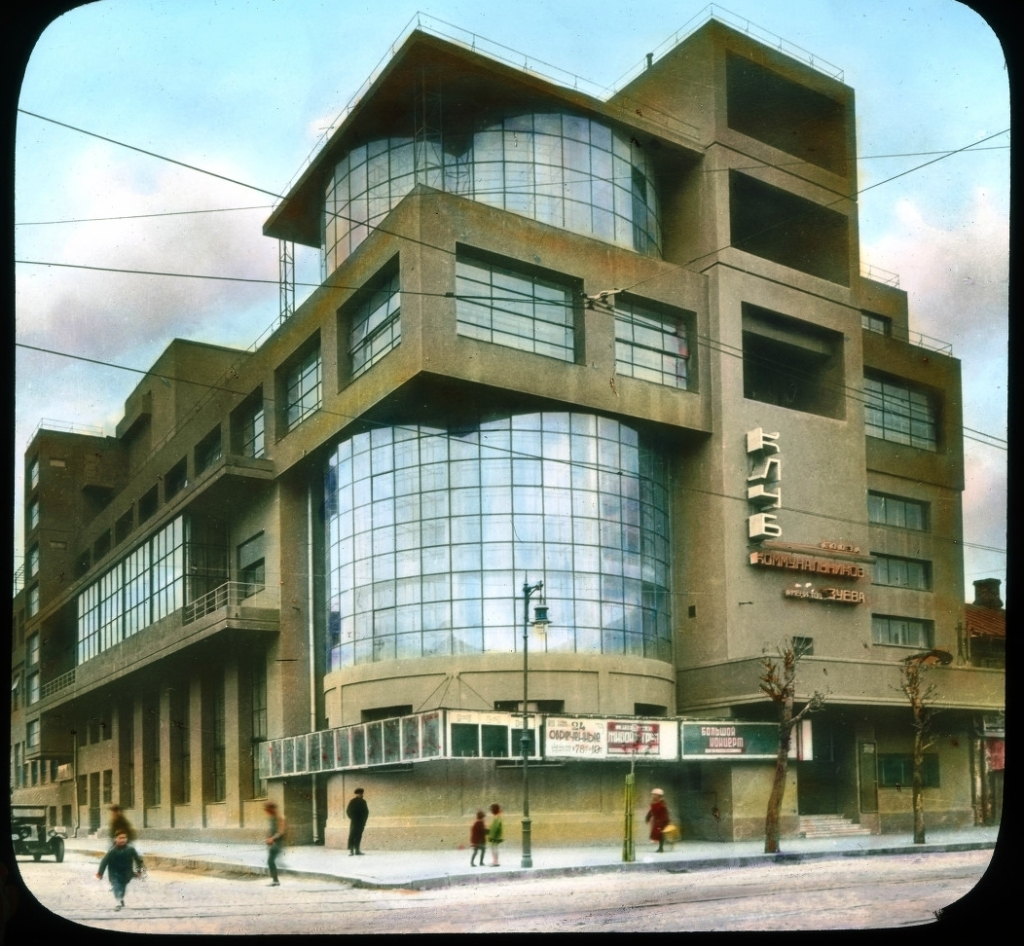
Centro cultural em homenagem a Zuev. Ano 1931

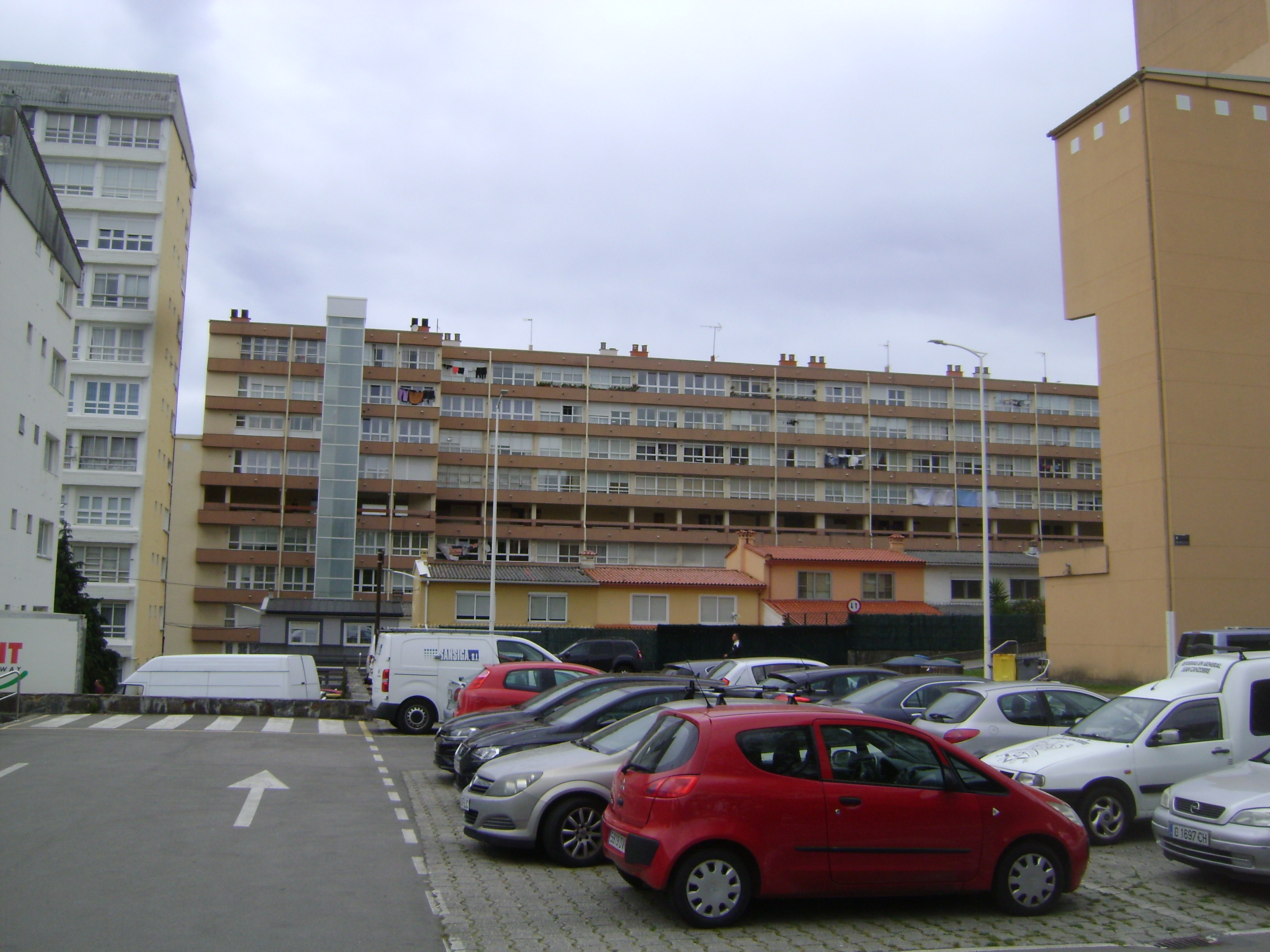
Imagem do Barrio de las Flores, Corunha, Galícia, (Espanha), construído sob a influência do construtivismo russo.

Na Rússia, a ruptura com a pintura e a escultura cubista foi parcialmente estimulada pelo futurismo e pelo livro "Do espiritual na arte", de Kandinsky. Deste modo, os russos encontravam-se preparados para lançar-se rumo a uma arte completamente não-figurativa.
Após a revolução, as linhas artísticas haviam sido traçadas em Moscou e a discussão de projetos e filosofias de arte era bastante aberta, apesar das controvérsias.
De um lado, achavam-se os que acreditavam que os artistas deveriam servir às massas, deveriam ser compreensíveis em relação às necessidades do proletariado e usar técnicas e materiais industriais. Tal posição era incitada por Tatlin, Rodchenko e por El Lissitzky. Do outro lado, havia os que viam na arte não-figurativa uma poesia pura, liberada de ideologias, como era proclamado por Malevitch, apoiado pelos irmãos Pevsner.
Tratando-se de críticos e historiadores de arte, essa oposição de pensamentos surge em relação à própria definição do termo construtivismo que, para alguns é uma arte geométrica e não mimética, e permeia, dessa forma, Tatlin, Malevitch, Naum Gabo, Kandinsky, pelo fato de todos utilizarem os traços da arte geométrica. Em oposição, outros falam do construtivismo como uma arte puramente tecnológica, estritamente submetida aos imperativos do material e do objeto, uma antecipação do design.
Ao que tudo indica, portanto, trata-se, desde a origem, de um “ismo” plural, pelo fato de entremear artistas de diversas correntes que buscavam a valorização da construção da obra de arte em oposição à composição. Para alguns críticos e historiadores, o termo construtivismo toma o “lugar da arte não-objetiva (as formas puras)” e, para outros, o termo substitui o "objetivismo" oriundo da cultura dos materiais de Tatlin.
Mesmo com tantas controvérsias, percebemos um consenso entre todos os artistas a respeito da finalidade social da arte. Nenhum artista russo do período 1917-21 parece ter ficado de fora dos acontecimentos sociais e políticos. Assim, vemos que os critérios são menos estéticos, intra-artísticos, do que sociais, já que a arte atribui a si mesma uma tarefa de peso, a de organizar a vida, e não de decorá-la. A pintura de cavalete é, por conseguinte, abolida.
Partindo desse pressuposto, pode-se afirmar que o construtivismo é uma das principais tendências da linha de uma arte útil. Para interpretar essa "utilidade" basta observar determinadas características construtivistas: a busca da técnica da engenharia, a utilização dos novos materiais, a tendência para a arquitetura e o design, a opção pela atividade coletiva em oposição ao individualismo, a ideia de construir objetos entendidos como sínteses, a superação dos limites da arquitetura, da escultura e da pintura, entre outros.
Os artistas construtivistas acreditavam, portanto, que um novo mundo tinha nascido e que o artista devia ocupar seu lugar ao lado do cientista e do engenheiro. Eles elogiavam as formas simples e viam na geometria — áreas uniformes de cores puras – uma objetividade própria com novos significados e novas formas. Buscavam a fabricação de coisas socialmente úteis e acreditavam que a direção materialista de suas obras desvendaria as qualidades e a expressividade inatas dos materiais.
Como aspiravam à unificação da arte e da sociedade, os construtivistas eliminaram de suas mentes e de seu vocabulário as classificações arbitrárias que tradicionalmente haviam imposto à arte uma escala hierárquica, sendo a supremacia conferida à pintura, escultura e arquitetura. A ideia de que as Belas-Artes são superiores às chamadas artes práticas perdera para eles toda a validade.
Para Tatlin, um dos maiores representantes do movimento, a arte deve estar a serviço da revolução, fabricar coisas para a vida do povo, como antes fabricava para o luxo dos ricos. A pintura e a escultura também são construções (e não representações) e devem, portanto, utilizar os mesmo materiais e os mesmos procedimentos técnicos da arquitetura, que, por sua vez, deve ser simultaneamente funcional e visual, isto é, visualizar a função. Não mais existem artes maiores e menores: como forma visual, uma cadeira não difere em nada de uma escultura, e a escultura deve ser funcional como uma cadeira.
Uma das obras mais simbólicas do construtivismo é o Monumento à III Internacional, de Tatlin. É constituído por uma gigantesca espiral de aço contendo três grandes aposentos, totalmente envidraçados e informativos. Cada um deles gira sobre si próprio, em tempos diferentes uns dos outros: o superior, de forma cilíndrica, durante um dia; o do meio, em forma de pirâmide, leva um mês; o inferior, de forma cúbica, um ano. A torre, embora tenha sido concebida para desempenhar funções práticas, é portadora — sobretudo pela sua estrutura em espiral — de valores simbólicos, exprimindo-se globalmente na fórmula mais típica e caracterizadora do construtivismo: utilitarismo + representatividade.
A pintura e a escultura não foram inteiramente descartadas. Não eram fins em si, de acordo com os princípios do realismo construtivistas, mas faziam parte de processos através dos quais a arquitetura ou os produtos industriais eram inteiramente realizados. O conceito de El Lissitzky do Proun assinala isso. Proun é uma abreviação da frase russa que significa algo como “novos objetos de arte”. Esse paradigma pretendia, em sua essência, veicular a ideia de evolução criadora, começando com o plano horizontal e versões mais ou menos ilusionísticas (uma espécie de planta de arquiteto ou projetista), seguido pela fabricação de modelos tridimensionais, até, finalmente, a realização total da construção de objetos utilitários. Proun era, simplesmente, um método de trabalho, em total harmonia com os modernos recursos tecnológicos.

O ano de 1920 é o mais significativo para o movimento. Constitui-se o primeiro grupo construtivista, que põe à parte toda a forma de arte que não seja útil e surgem o Instituto de Cultura Artística (Inkhuk) e os Ateliês Técnico-artísticos Superiores (Vkutemas). Ainda em 1920, verificam-se as primeiras articulações do construtivismo e, também, as primeiras cisões. Os irmãos Gabo e Pevsner publicam o Manifesto do Realismo, onde já se pode perceber uma distinção entre o espírito do construtivismo e a sua interpretação política. Escrevem, entre outras coisas: 
Não avaliamos o nosso trabalho segundo o critério da beleza, não o pesamos com o peso da ternura e dos sentimentos. Com o fio de prumo na mão, com os olhos infalíveis dos dominadores, com um espírito exato como um compasso, edificamos a nossa época como o universo edifica a sua, como o engenheiro constrói as pontes e o matemático elabora as fórmulas das órbitas. Sabemos que tudo tem uma imagem essencial própria: a cadeira, a mesa, a lâmpada, o telefone, o livro, a casa, o homem. São todos eles mundos completos, com os seus ritmos e as suas órbitas. 
Logo, a obra de arte deixa de ser representação, como o era para os expressionistas, ou ainda configuração abstrata, para passar a ser um objeto potencialmente capaz de se transformar num artefato útil.

## Diálogos e influências
Observando agora os antecedentes e preliminares do construtivismo, pode-se afirmar que, em síntese, as experiências iniciais da pintura moderna, verificadas no período que vai desde a primeira metade do século XIX, com o romantismo e o realismo, até Cézanne (1839-1906) e o cubismo, no início do século XX, procedem à dissolução do sistema renascentista e esboçam novos paradigmas.
De início, é preciso remontar à obra de Cézanne, que, para o construtivismo, tem significado estratégico pois, diz Tarabukin, "é a partir de Cézanne que o pintor começa a lançar toda a sua atenção sobre a estrutura material real da tela”. Pode-se entender, no caso, tal estrutura como a ordenação específica dos materiais reais da pintura, vale dizer, a cor, a textura, a pincelada e a sua organização. É no trabalho de Cézanne, que, para além da dimensão representacional, a estrutura da pintura ganhará destaque, apresentando-se explícita e decididamente, para o seu observador, como foco de atenção incontornável.
Alguns avanços que o cubismo introduz, numa nova economia pictórica: depuração da forma processual de sua extração subjetiva, presente em Cézanne, para torná-la, quanto à sua origem, impessoal e abstrata tal um módulo ou engrenagem de máquina e radicalização da dimensão processual da arte. Por outro lado, uma das características básicas do século XX foi o triunfo da abstração sobre a mimese, um triunfo baseado no prestígio que a razão e a ciência possuíam no princípio do século. O novo grau de abstração consistiu na introdução do tempo na ciência – e o cubismo explorou esta nova visão de uma realidade percebida de maneira dinâmica e simultânea a partir de diversos pontos de vista.
Os construtivistas aprendem com os futuristas italianos uma nova forma de difusão do pensamento, o manifesto, e utilizam-se dele para expor suas ideias e conceitos. Além disso, a estética, o ideário e os objetos futuristas serão apropriados e transformados pelo construtivismo. Trotski considera que "o futurismo é um fenômeno europeu que desperta interesse porque, entre outras razões, não se fechou, ao contrário do que afirma a escola formal russa, nos limites da arte, mas, desde o início, se ligou aos acontecimentos políticos e sociais, sobretudo na Itália". Malevitch diz que “O cubismo e o futurismo, formas artísticas revolucionárias, foram os prenúncios da Revolução política e econômica de 1917".
Dessa forma, Cubismo e Futurismo foram rapidamente conhecidos e assimilados na Rússia, onde um grupo de artistas, nascido da combinação dos dois (desconstrução do espaço e do objeto cubista e temática da cidade, do movimento e da velocidade futurista), se denominou até mesmo de cubofuturistas.
Alguns autores separam construtivismo de produtivismo, fazendo deste uma segunda fase do primeiro (a partir da superação da composição pela construção e da primazia do utilitarismo), enquanto outros colocam o produtivismo como característica do construtivismo.
As concepções construtivistas e suprematistas coincidem em muitos aspectos, principalmente no fato de ambas quererem ser materialistas e concretas. Porém o suprematismo, assim como o Construtivismo Ocidental, pretexta a geometria como modelo contemplativo, de linguagem abstrata, a partir de pressupostos idealistas ou místicos. Em síntese, dá-se, neste limiar, a superação da dimensão representacional da arte e a postulação de um objeto com valor em si, isto é, cujos nexos estão postos nele próprio e não em alguma instância externa. Malevich denomina isto de novo no realismo pictórico. Forja-se aí uma nova noção de realismo, inteiramente distinta daquela ingênua, derivada do naturalismo.
No Ocidente capitalista, com possível exceção dos dadaístas, que trabalham previamente a recepção de seus trabalhos, o momento da produção costuma ser desvinculado da recepção ou do consumo – ao contrário do que acontece no construtivismo. Os autores O. Hahn e M. A. Prat chegam a propor a dissolução “da aparente contradição entre dadaísmo e construtivismo”. Hahn via em Gabo e Pevsner a origem do movimento.
Identifica-se correntemente o construtivismo com sucedâneos ocidentais de mesma denominação: certos produtos da Bauhaus alemã e o neoplasticismo holandês, por exemplo. É certo que todos estes grupos desdobraram-se, segundo graus variados, a partir de ecos do construtivismo russo, mas, a rigor, eles pouco tem a ver com os princípios e objetivos originais do construtivismo russo. São autores autoexilados como Naum Gabo e Pevsner, que divergem do construtivismo, e, sem esquecer de outros, como Kandinsky e Chagall, que nunca se disseram construtivistas — mas, que, sendo emigrados russos e tendo circulado nos meios artísticos de então, não operaram para desfazer a confusão – que contribuíram, de várias maneiras, para que se estabelecesse uma contrafação do movimento, capaz, no caso, de ser conjugada ao capitalismo. Também não se deve esquecer, neste imbróglio, o papel da Guerra Fria, que secundou a operação, iniciada pelo stalinismo, de apagamento das origens e diretrizes do construtivismo.
Na poesia, um grande autor influenciado pelo construtivismo foi Vladimir Maiakovski, sendo também um influenciador deste. De influência construtivista também originou-se no Rio de Janeiro e em São Paulo o Concretismo, logo seguido pelo neoconcretismo, na década de 1950.

## Cinema
Para vocês, o cinema é um espetáculo. Para mim, é quase um meio de compreender o mundo. – Maiakovski, 1922
O discurso construtivista, em suma, reconhece o cinema como essencial ao seu ideal (como arte industrial, mecânica, anônima, ligada a sociedade e ao mundo reais — filmando as coisas existentes e destinado às massas) e aponta para a superação do estágio da cinematografia na época e do mau-uso ideológico e estético do cinema.
Mas o pensamento sobre o cinema é tardio, mesmo entre intelectuais da vanguarda – muitos não o consideravam uma arte, apenas um aparelho técnico; outros o enxergavam como inferior ao teatro e a literatura por apenas reproduzir imagens do mundo real, e não criá-las. Os primeiros, mais tarde, apoiarão Vertov e Schub, enquanto os segundos darão preferência a Eisenstein.
O futurismo e o construtivismo, na Rússia, aparecem no cinema a princípio timidamente em filmes com linguagem tradicional, seja na insistência em objetos mecânicos ou na estética dos cenários e figurinos. Assim que a semântica da montagem passa para o primeiro plano é que pode-se falar em cinema construtivista e logo surgirão diferentes estratégias de abordagem quanto ao papel do cinema e ao tipo de filme exigido pela situação.
Para Dziga Vertov, o futuro da arte cinematográfica é a negação de seu presente (os velhos filmes romanceados e o espaço dado a “intrusos” como a música, a literatura e o teatro). Seu cinema, um tanto futurista, tem como objeto o movimento das coisas (mais especificamente, seu ritmo) e apóia-se na recusa do psicológico e na exaltação da máquina. Por meio da organização, da construção do material registrado pela montagem – que não deve manipular o material, mas revelá-lo, torná-lo legível, inteligível -, o cinema (máquina) evoluirá rumo à cinematografia (visão construtiva do mundo). 
Sergei Eisenstein trará, do teatro e de seu trabalho com Meyerhold, a influência plástica/estética construtivista. Seus dois primeiros filmes, A Greve e O Encouraçado Potemkin (1924-5), trazem as marcas das construções cênicas construtivistas e da organização plástica linear reivindicada, por exemplo, por Rodchenko. Porém, esses são os aspectos mais superficiais de sua filiação à problemática construtivista. De seus estudos resultará sua teoria da montagem que, de maneira diferente da de Vertov, estabelece a articulação significante no cinema (os “intervalos” entre os planos) como uma compreensão da função social do filme. Assim, seus dois filmes seguintes vão fundar um novo cinema, chamado “intelectual”. Eisenstein apresenta, então, a maioria dos traços do construtivismo: além do linearismo de suas construções e sua concepção original da montagem, ele trabalha o papel e o sentido dos objetos, integra a escritura à imagem, usa a arquitetura como modelo social e responde vigorosamente à noção de encomenda social.

## Artistas associados com o construtivismo
- Alexandr Rodchenko - pintor, designer e fotógrafo (1891 - 1956)
- Alexander Vesnin - arquiteto, pintor (1883-1957)
- Aníbal Villacís - (1927)
- Berthold Lubetkin - arquiteto (1901-1990)
- Dziga Vertov - cineasta (1896-1954)
- El Lissitzky - designer gráfico (1890-1941)
- Esfir Shub - cineasta (1894 – 1959)
- Estuardo Maldonado - (1930)
- Iliá Selvínski - poeta (1899-1968)
- Ivan Leonidov - arquiteto (1902-1959)
- Joaquín Torres García - (1874-1949)
- John Ernest - (1922-1994)
- John McHale - (1922-1978)
- Konstantin Melnikov - arquiteto (1890-1974)
- László Moholy-Nagy - (1895-1946)
- Louis Lozowick - (1892-1973)
- Naum Gabo - escultor (1890-1977)
- Oskar Schlemmer - (1888-1943)
- Oswaldo Viteri - (1931)
- Sergei Eisenstein - cineasta (1898-1948)
- Sérgio de Camargo - artista plástico (1930-1990)
- Vadim Meller - (1884-1962)
- Vasiliy Yermilov - (1894-1967)
- Vladimir Mayakovsky - poeta, pintor, dramaturgo (1893-1930)
- Vladimir Shukhov - engenheiro (1853-1939)
- Vladimir Tatlin - (1885-1953)
- Vsevolod Emilevitch Meyerhold - diretor teatral (1874-1940)